# Leptotarsus (Chlorotipula) elongatus
Leptotarsus (Chlorotipula) elongatus is een tweevleugelige uit de familie langpootmuggen (Tipulidae). De soort komt voor in het Australaziatisch gebied.